# 女神异闻录2 罚
《女神异闻录2 罚》是一款由Atlus制作和发行的角色扮演游戏，《女神轉生系列》的分支系列《女神異聞錄系列》的第二部主要作品中的後半部作品，本作是《女神异闻录2 罪》的續作。本游戏于2000年6月29日在日本地区PlayStation首先发行。
《女神异闻录2》是一款角色扮演类游戏。玩家在其中控制一些社會人士。
《Fami通》对于本作評價為80/100，表扬了与《女神异闻录2 罪》相比的系統改进與新元素讓遊玩時更為順手。